# ياسويوكي أوكامورا
ياسويوكي أوكامورا (باليابانية: 岡村靖幸؛ بالكانا: おかむら やすゆき) هو مغن مؤلف ومنتج أسطوانات ومغني ياباني، ولد في 14 أغسطس 1965 في كوبه في اليابان.

## وصلات خارجية
- الموقع الرسمي
- ياسويوكي أوكامورا على موقع ميوزك برينز (الإنجليزية)
- ياسويوكي أوكامورا على موقع ديسكوغز (الإنجليزية)